# سالت لیک شمالی (یوتا)
سالت لیک شمالی (به انگلیسی: North Salt Lake) شهری در ایالت یوتا کشور ایالات متحده آمریکا است که جمعیت آن در سرشماری سال ۲۰۱۰ میلادی، ۱۶٬۳۲۲ نفر بوده‌است.